# Fouquieria columnaris
Fouquieria columnaris — вид суккулентных деревьев рода Фукьерия (Fouquieria), семейства Фукьериевые (Fouquieriaceae), произрастающий на территории Северо-Запада Мексики.
Fouquieria columnaris, ранее известная как Idria columnaris, представляет собой высокое дерево, схожее с большой перевернутой морковью с мелкими второстепенными ветвями, создающими иллюзию корешков. Её высота может достигать 20 м. Самый высокий известный экземпляр достигал 26,37 м.

## Название
Родовое латинское (научное) название было дано в честь Пьера Фукье (Pierre Fouquier, 1776-1850) — французского врача при короле Луи-Филиппе. Видовой латинский эпитет columnaris происходит от лат. columnar, — «столбчатый, колончатый».
Народное название — Boojum tree, — «Дерево Буджум».

## Ботаническое описание
Стебли: Главная ось дерева имеет колонновидную форму, высотой от 5 до 14 м (в Нижней Калифорнии может достигать высоты 20-22 м; в некоторых случаях до 26 м). Кора ствола белая, с диаметром до 20-40 мм у основания, сужается кверху. Главный ствол может быть неразветвленным, иногда с одной или несколькими крупными ветвями. Основные ветви и стволы обычно прямостоячие, хотя иногда могут быть изогнутыми и искривленными. Верхняя часть дерева обычно обладает многочисленными спирально расположенными боковыми ветвями. Толщина боковых ветвей составляет менее 5 мм в диаметре, и они часто имеют толстые затвердевшие черешки в форме колючек длиной 5-25 мм.
Листья: Листья укороченные, обратнояйцевидные или обратноланцетные, длиной 11-21 мм и шириной 5-6 мм. Форма и оттенок листьев зависят от доступности воды.
Колючки (затвердевшие черешки): Черешки листьев трансформируются в колючки, как только листья высыхают. Это обеспечивает двойную функцию: поддержание листьев во время роста и защита от животных.
Соцветия: Тип соцветия — метелка, длиной от 17 до 65 см или даже больше, располагается преимущественно на верхней части прироста, на вершине дерева, иногда на концах боковых ветвей.
Цветки: Цветки от кремово-белых до желтых, сидячие, душистые, собраны в верхней части соцветий, длиной 6-8(-12) мм. Они имеют 5 округлых чашелистиков, длиной 3-4 мм, и узкоколокольчатый венчик длиной 6-8 мм.
Плоды: Продолговатые коробочки, 3-створчатые, длиной 11-16 мм.
Семена: Семена продолговатые, сильно сжатые, пленчато-крылатые, длиной 6-8 мм, шириной 1,5-2 мм, с шириной крыла 3-3,5 мм и длиной крыла 9-12 мм.
Цветение происходит летом (июль и август), а семена созревают поздней осенью (октябрь — середина ноября).
Число хромосом: 2n = 72.

Примечания: Растение часто характеризуется удивительным ветвлением и изгибами, особенно в Нижней Калифорнии. Внутренний деревянный цилиндр коры может быть довольно тонким, и водный резервуар в стволе содействует его поддержанию. В период засухи влага начинает исчезать, формируя горизонтальные воздушные полости внутри ствола. Это приводит к ослаблению стволов и их изгибанию.
- Белая кора и боковые ветки
- Листья и колючки (затвердевшие черешки)
- Период цветения
- Изгогнутый ствол

## Распространение и экология
Fouquieria columnaris произрастает в Мексике, в западно-центральной Соноре, примерно в 100 км к югу от Сьерра-Бача (Sierra Bacha), и на расстоянии около 10 км к северу от Эль-Десембоке-Сан-Игнасио (El Desemboque San Ignacio), простираясь на север до Пунта-Сирио (Punta Cirio) и на юг до Пуэрто-Либертад (Puerto Libertad). Она также произрастает в обоих штатах на побережье Калифорнийского залива (Нижняя Калифорния и Южная Нижняя Калифорния) и на возвышенностях на Анхель-де-ла-Гуарда в этом же заливе. Её диапазон высот варьирует от 10 до 660 м над уровнем моря.
Это растение встречается на скалистых гранитных или вулканических склонах и в каньонах, предпочитая гранитные субстраты и произрастая особенно на северных склонах и возвышенностях. Зимние дожди в этой местности надежны, в то время как летние или ранние осенние дожди бывают редкостью. Fouquieria columnaris соседствует с другими растениями, такими как Fouquieria splendens, Fouquieria diguetii, Yucca valida, кактусами и другими суккулентами, такими как Bursera microphylla и Pachycormus discolor. Саженцы растения часто можно найти под кустами, в расщелинах скал или рядом с камнями.
Рост этого растения наиболее интенсивен на высоте 2,5-3,5 м, составляя около 4-5 см в год. Ежегодные измерения роста позволяют предположить, что растения высотой 15 м могут быть возрастом 500-600 лет. Её цветки обладают сильным сладким ароматом и выделяют заметно подслащенный нектар, привлекая разнообразных насекомых, включая 15 видов пчел, различных жуков, муравьев, бабочек и даже колибри.

## Таксономия
Fouquieria columnaris Kellogg ex Curran, первое упоминание в Bull. Calif. Acad. Sci. 1(3): 133. 1885 [1886 publ. 28 Feb 1885].

### Синонимы[5]
- Fouquieria gigantea Orcutt
- Idria columnaria Kellogg